# Шабішу
Шабішу (фр. Chabichou) — найвідоміша марка французького козячого сиру. Циліндричної форми, що звужується до верху, зі скоринкою, вкритою цвіллю, з цільного сирого козячого молока з вмістом жиру 45 % та вагою 150 г. М'якоть має колір слонової кістки. Скоринка вкрита білою пліснявою, часто з сірувато-синім відтінком (залежно від пори року). Шабішу можна їсти як молодим (3 тижні), так і дозрілим (6 тижнів) або навіть дещо висушеним (до 2 місяців). З цим сиром добре йде місцеве вино району Пуату, а також біле вино типу совіньйон або сансер.
Один з найстародавніших сирів Франції. Виготовляють сир на північ від вапняного плато провінції Пуату, у департаменті Де-Севр. Департамент Де-Севр відомий також іншими козячими сирами: моте-сюр-фей (фр. Mothais-sur-feuille), шевр-ан-буат (фр. chevre-en-boite), бюш-де-Шевр (фр. buche de chevre), каре-дю-Пуату (фр. carre du Poitou).

## Історія
Легенда про Шабішу сягає корінням у 732 рік, під час поразки арабів у цьому районі у VIII столітті, після битви при Пуатьє. Багато з них покинули цю територію, але деякі оселилися там зі своїми сім'ями, зокрема зі своїми стадами кіз. Сільська місцевість підходила для випасу «бідняцької корови», бо пасовища були чудові. Потім сир був названий cheblis («козячий» по-арабськи), який згодом став «chabichou». Проте одомашнення кози в цій місцевості, як припускають, почалося ще з часів римської колонізації та триває до теперішнього часу. 